# 장폴 사르트르
장폴 사르트르(Jean-Paul Sartre [ʒãpol saʁtʁ], 1905년 6월 21일 ~ 1980년 4월 15일)는 무신론적 실존주의 사상을 대표하는 프랑스의 작가이자 철학자이다. 그가 왕성하게 활동하던 시기인 1945년부터 1970년대 말까지 프랑스의 지식인들과 정치계에 있어 큰 영향을 끼쳤다.
철학서는 물론 소설, 연극, 영화시나리오, 문학비평, 정치평론 등등 다양한 글을 쓴 작가이며, 연간잡지 <현대Les Temps modernes> (1945)의 창간자이자 편집장이기도 한 사르트르는 1950년대 프랑스 공산당과 매우 가까이 지냈다. 그 이후로는 레닌주의 사상을 가진 당대 좌파와, 1970년대에는 특히 마오이스트와의 관련성을 띤, 정치 참여적인 문학과 철학 작품들로 유명하다.
사르트르의 작품은 <존재와 무L'Être et le Néant> (1943), <실존주의는 휴머니즘이다L'existentialisme est un humanisme>(1946)과 <변증법적 이성 비판La Critique de la raison dialectique>(1960)같은 당대 깊은 영향을 준 철학 저술이 있으며, 소설로는 <벽Le Mur>, <구토La Nausée>, <자유의 길Les Chemins de la liberté>, 연극작품으로는 <파리떼Les Mouches>, <닫힌 방Huis clos>, <공손한 창부La Putain respectueuse>, <악마와 선한 신Le Diable et le Bon Dieu>, <알토나의 유폐자Les Séquestrés d'Altona> 등이 있다. 그는 또한 틴토레토, 말라르메, 보들레르, 포크너와 장 주네 같은 작가들의 생애를 연구한 비평서도 많이 남겼는데, <보들레르론>, <성자 주네>, 그리고 귀스타브 플로베르에 대한 방대한 연구인 <집안의 천치L'Idiot de la famille> (1971-1972)을 저술했다.
사르트르는 자신의 어린 시절에서 열한 살 때까지의 자신의 삶을 그려낸 자서전 <말Les Mots>(1964)을 발표하고 그해 노벨 문학상 수상자로 선정되었으나 수상을 거절한 것으로 유명하다. 그는 신문 <리베라시옹> 창간에도 기여했는데, 신문 발행을 광고하고자 본인이 직접 길가에서 그 신문을 팔기까지 했다.
사르트르의 생애에 있어 중요한 역할을 했던 지식인들로는 고등사범학교 시절의 동문이었던 폴 니장과 레몽 아롱, 전후 시절의 모리스 메를로퐁티와 알베르 카뮈, 말년의 베니 레비(피에르 빅토르라는 가명으로도 알려졌음) 등이 있다.

## 생애
| “ | 나는 잡종처럼 나의 철학으로 내 삶을 나중에 옹호하려 하지 않으며, 현학적으로 나의 철학에 내 삶을 맞추려 하지도 않는다. 그러나 실로, 삶과 철학은 하나이다. | ” |
|   | — 사르트르, 가짜 전쟁기 수첩 (Carnets de la drôle de guerre)                                                                                             |   |

장폴 사르트르는 소설, 수필, 연극, 철학 저서나 전기의 형태로 상당한 양의 작품을 남겼다. 그의 철학은 전후 시대에 큰 영향을 미쳤으며, 참여하는 지식인의 상징으로서 사르트르는 알베르 카뮈와 함께 남아있다. 1941년 레지스탕스에 참여한 이후로 (점령기 당시 애매한 태도로 그의 레지스탕스 참여에 의문이 제기되기도 함.) 1980년 사망할 때까지 사르트르는 계속하여 세간의 화젯거리가 되었다.
사르트르는 동시대의 투쟁에 전적으로 완전히 참여하며, 자신에게 정의로 보이는 모든 입장들을 열렬히 신봉했다. 20세기의 볼테르였던 사르트르는 삶이 끝날 때까지 지치지 않고 활동했다. 많은 주석가들과 사르트르 자신에 따르면 그의 삶은 2차 세계 대전에 의해 두 부분으로 나눠진다. 고로 사르트르의 작품은 두 중요 시기로 구별된다. <존재와 무>(1943)의 존재론에 중점을 둔 이론적인 철학적 접근과, 이후 <변증법적 이성 비판>(1960)에 제시된 자신의 방법론을 적용하고자 한 하는 보다 실천적인 시기로 구별된다. 사르트르 작품의 두 번째 시기는 어빙 고프먼과 같은 질적 연구를 중점으로 하던 사회학자들에게 큰 영향을 미쳤다.

### 성장기와 참여

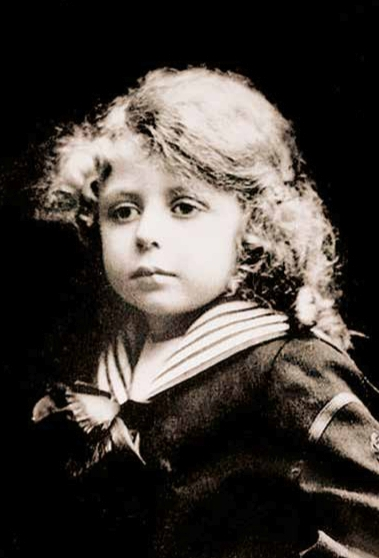
1910년경 장폴 사르트르

#### 유년기
장폴 샤를 에마르 사르트르는 1905년 6월 21일 파리 16구에 있는 외조부 집인 미냐르로 13번지에서 태어났다. 그는 부르주아 가문의 외동 아들로 태어났다.
어머니는 알자스의 지식인, 교수 가문인 슈바이처 가문 출신이었으며, (그녀는 알베르트 슈바이처의 사촌이다.) 삼촌 조르주는 파리 이공과 대학 (1895학번)을 나온 조선공학자였으며 아버지 장바티스트 사르트르는 마찬가지로 파리 이공과 대학 (1895학번)을 나온 프랑스 해군 장교였다. 어린 사르트르는 사르트르가 태어난 지 15개월이던 1906년 9월에 황열로 사망한 아버지를 전혀 알지 못했다. 하지만 리세 장송 드 세이의 독일어 선생이자 위엄있는 사람이었으며 사르트르가 학교에 들어가기 전인 10살까지 그를 가르친, 할아버지 샤를 슈바이처가 아버지로서의 역할을 했다.
그가 태어난 지 15개월만에 아버지는 인도차이나 전쟁 후유증인 열병으로 사망하고, 10살이 될 때까지 외가에서 엄격한 외할아버지 샤를 슈바이처(Charles Schweitzer, 1844년~1935년) 슬하에서 소년 시절을 보냈다(샤를 슈바이처는 소르본 대학교의 독문학 교수로서 훗날 의료선교로 노벨 평화상을 받은 알베르트 슈바이처의 백부이다. 그러므로 사르트르의 모친과 알베르트 슈바이처는 사촌, 사르트르와 알베르트 슈바이처는 오촌 관계가 된다). 후일 사르트르는 자서전에서, 선천적 근시와 사시(斜視) 그리고 외가집의 낯설음 등으로 이 시절에 겪은 심리적 부담에 대해 밝히고 있다. 한편 외할아버지의 깊은 교양은 사르트르의 학문적 탐구심을 크게 자극하였다.

#### 학생 시절

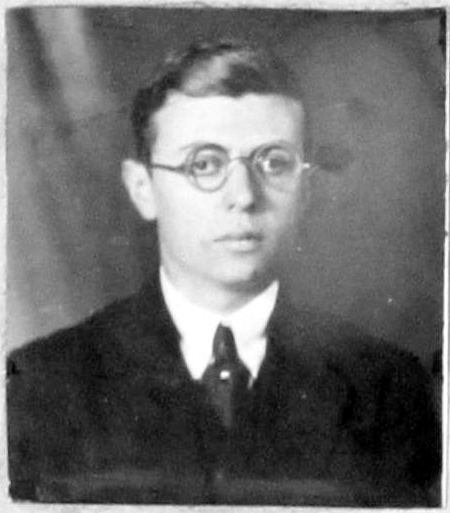
1924년 고등사범학교 시절의 장폴 사르트르.

13살에 사르트르는 리세 몽테뉴를 어느정도 다니다가 16살에 이르러 리세 앙리 4세로 전학을 가게 되고 그곳에서 5학년, 6학년 시절을 보낸다. 거기서 그는 훗날 작가가 되는 폴 니장을 만나게 되며 니장과의 우정은 1940년 니장이 죽을 때까지 계속되었다.
이 우정의 도움으로 사르트르는 자신의 개성을 만들기 시작한다. “엘리트 학급”-라틴어와 고대 그리스어 과목을 선택한- 전체에서 사르트르는 SO, 즉 “satyre officiel (공식 호색한)”이 된다. 그는 농담과 장난에 뛰어났다.
1922년부터 2년 동안 사르트르는 폴 니장과 항상 같이 다니며 리세 루이르그랑에서 고등사범학교 입학 준비를 했다. 그곳에서 사르트르는 관습에 묻힌 삶을 경멸하고 풍자한, 지방 교사의 울적한 이야기를 다룬 짧은 꽁트 두 편을 쓰며 첫 문학 작품을 창작했다. 동시에 사르트르는 니장과 함께 학급에서 유명한 장난꾸러기 분위기 메이커가 된다. 루이르그랑에 들어온 지 2년만인 1924년, 사르트르와 니장 둘 모두 파리 고등사범학교에 합격했다.
고등사범학교에서 철학, 사회학, 심리학을 전공하면서 레몽 아롱과 메를로 퐁티 등과 교제하였으며, 1927년에는 니장과 함께 야스퍼스의 「정신병리학 총론」의 프랑스어 번역본을 교정하기도 했다. 1928년에 아그레가시온(1급 교원 자격) 철학시험에 낙제하였는데, 사르트르의 지인들은 모두 이에 놀랐지만 이듬해 다시 응시하여 1929년 수석으로 합격했다(폴 니장도 같은 해에 합격). 같은 시험의 차석은 평생의 반려자가 되는 시몬 드 보부아르였으며, 이를 계기로 사르트르의 집을 방문한 그녀에게 사르트르는 1929년 계약 결혼을 제안하게 된다.

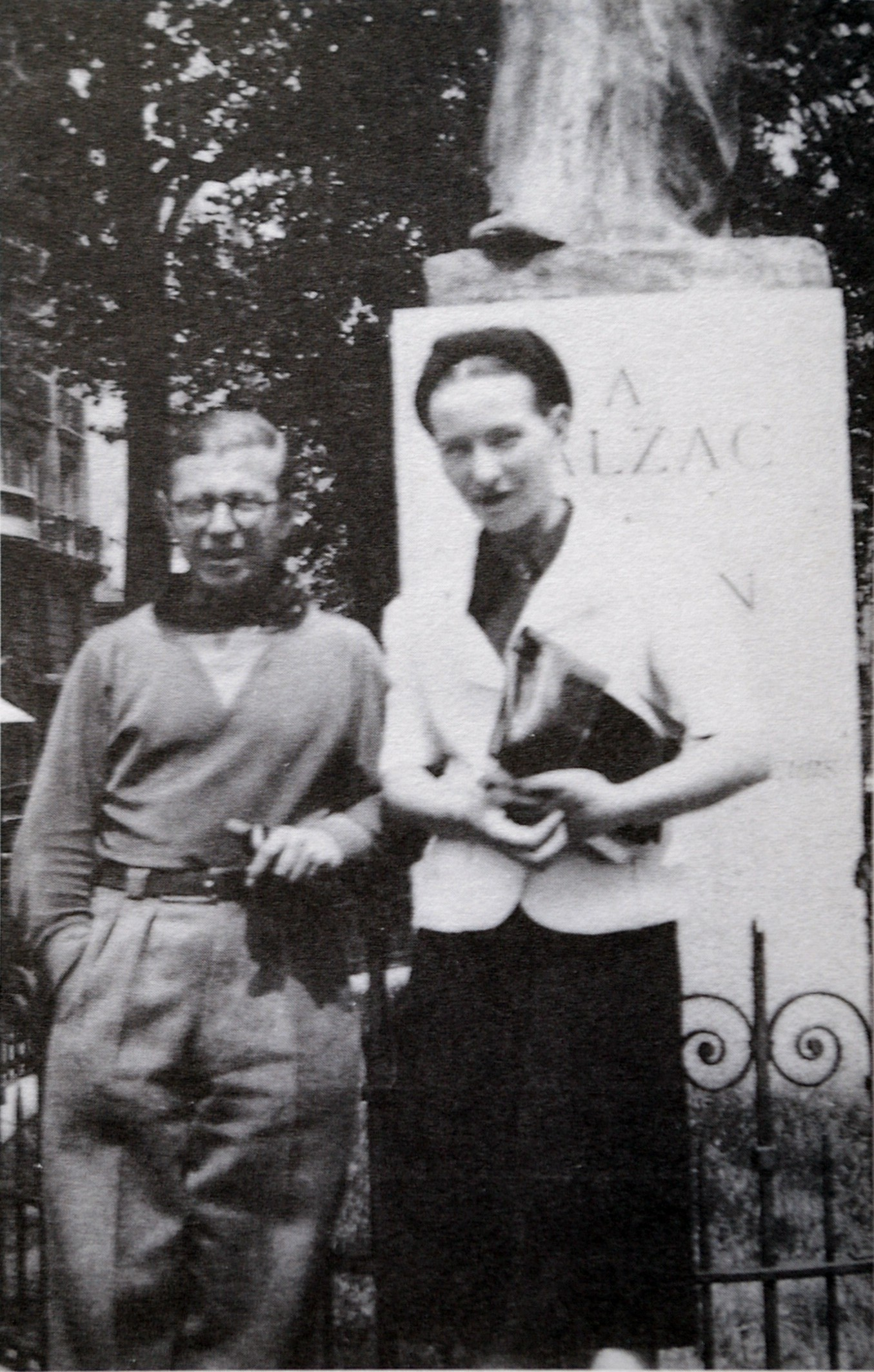
시몬 드 보부아르와 장폴 사르트르. 파리 발자크 동상 앞에서.

#### 고등학교 교사
사범학교를 최우수성적으로 졸업한 뒤, 그 해 11월 군에 입대하여 기상 관측병으로 18개월간 복무한다. 독일군에게 포로로 잡히는 일도 있었으나 극적으로 풀려나게 된다. 제대 후인 1931년 그는 파리와 파리 근교의 고등학교에서 교사 생활을 한다. 이때 그는 20페이지 분량의 「진리의 전설」을 집필하는데, 순전히 사르트르 자신의 지식만으로 저술된 이 책은 설득력이 부족하다는 이유로 출판은 거부되었다. 1932년 베를린 프랑스 문화원의 강사로 있던 레몽 아롱으로부터 처음으로 후설의 현상학에 관해 듣고 (1929년 후설이 파리 소르본대학에서 한 강연을 직접 들을 기회를 놓친 것으로 보인다), 다음 해에 프랑스 문화원의 장학생으로 베를린으로 유학하여 현상학을 좀 더 깊이 연구한다. 1935년에 상상력에 대한 실험을 위해 친구였던 의사 라갓슈로부터 메스칼린 주사를 받았는데, 이때 온몸을 게와 낙지가 감싸고 도는 환각을 겪었고 때문에 반년 동안 우울증 증세로 괴로워했다(갑각류에 대한 공포는 이후 평생 지속되었다).

#### 철학자
파리로 돌아와 다시 교직 생활을 하면서 문학 작품을 쓰기 시작하여 1936년 단편 <벽>을 완성했고 소설 《구토》를 출판(1938년)함으로써 문학계에 널리 알려진다. 제2차 세계 대전 때에 소집되었다가 1940년 독일군에 포로가 되었는데, 1941년에 가짜 신체장애 증명서로 수용소에서 석방되어 파리로 귀향, 멜퐁티 등과 같이 대독 저항 운동 단체를 조직하였다. 1943년에 《존재와 무》를 내놓아 철학자로서의 지위를 굳히게 된다. 그리 활발하지 않는 레지스탕스 활동을 하면서 당시 레지스탕스에 적극적인 알베르 카뮈를 알게 된다. 그리고 종전 후인 1945년 10월 제3의 길을 알리기 위한 잡지 <현대>지를 창간하여 실존주의에 대해서 논하면서 소설, 평론, 희곡 등 다채로운 문필 활동에 종사하였다. 또 1945년 미국의 초청을 받아 각지에서 강연을 하였다.

### 영광의 시기

#### 실존주의 조류와 첫 철학 참여
1945년 장폴 사르트르는 보나파르트가 42번지에 자리를 잡아 1962년까지 거기서 거주했다. 해방 이후, 사르트르는 현저한 명성과 성공을 거뒀다. 그는 10년 이상 프랑스 문학에 군림했다. 사르트르의 실존주의 사상은 그가 1945년 창간한, 국제적 차원에서 가장 권위있는 프랑스 잡지으로 여겨지는 <현대>라는 잡지를 통해 확산되었다.
사르트르는 1945년 미국에서 만난 기자 돌로레스 바네티와, 시몬 드 보부아르의 회상록(Mémoires)를 통해 밝혀진 수년간의 관계를 유지했다. 역사적으로 중요한 시절, 두 번의 긴 여행 동안 미국을 이해하게 한 모든 열쇠를 사르트르에게 쥐어주어 다른 대륙으로의 문을 열게 한, 뉴욕의 프랑스 기자에게 품은 5년 간의 열정에 대한 유일한 암시로 <돌로레스에게> 이외에, 철학자 사르트르는 1945년 10월 <현대>의 창간호의 발표를 헌정한다.

#### 프랑스 공산당 동조, 평화운동
1948년 3월에는 제3의 정치 세력을 위해 민주 혁명 연합 준비 위원회를 결성했으나 친미화, 우익화로 내부 분열이 생겨 1949년 11월 해산되고 말았다. 1950년대 프랑스 공산당의 노동력과 용기에 감동해 <현대>지에 프랑스 공산당에 동조하는 글을 썼으나 이로 인해 많은 동료들이 떠났다.
그러나 사르트르는 1956년 소련의 헝가리 침공이 일어난 이후 권위주의를 비판하며 프랑스 공산당에 대한 지지를 철회했다. 1960년대부터는 그 대안으로서 마오주의 파벌들을 지지하기 시작하였으나, 나중에는 스스로를 아나키스트라고 묘사하였다.
1960년대에는 베트남 전쟁에 반대하는 평화운동을 실천하였다. 1964년 노벨 문학상 수상자로 올랐으나 수상을 거부했다. 그리고 1967년 몬트리올에서 열리는 세계 박람회에서 에드몽 자베스, 알베르 카뮈, 클로드 레비스트로스와 함께 네 명의 프랑스 작가 중 하나로 선정되는 영예를 안았다.

#### 구조주의, 플로베르와 노벨상 거절
1960년대에 실존주의는 침체하는 것처럼 보였는데, 프랑스 문학과 지적 이념에서 사르트르의 영향은 점점 줄어들었고, 특히 민족학자 레비스트로스, 철학자 푸코나 정신분석학자 라캉같은 구조주의자들과 대립했다.
구조주의는 실존주의와 대립했다. 구조주의에서 인간의 자유는 좁은 자리를 차지했고, 인간 개개인은 각자의 능력을 넘어서는 구조 속에 배열되었다.
사회 구조의 필연성에 대한 자유의, 의식에 대한 의식의 우위의 옹호자이던 사르트르는 구조주의라는 새 흐름에 대하여 논하는 것을 염두에 두지 않았다. 그는 문학 창작과 19세기 연구에, 특히 그를 항상 사로잡은 플로베르의 연구에 헌신하는 것을 더 선호했다. 더욱이, 1960년대에 사르트르의 건강은 심하게 악화되었다. 그는 정치와 문학에 있어서 과잉 활동을 한 덕택에, 또한 담배와 술로 인하여 너무 일찍 쇠약해졌다.
1964년 10월 22일, 스웨덴 아카데미는 장폴 사르트르에게 노벨 문학상을 수여했다, 하지만 철학자 사르트르는, 같은 날 AFP의 기자 프랑수아 드 클로세에게 "나는 그것을 거절하고 당신은 그것에 관하여 쓸 수 있다"고 말하며 속내를 털어놓았다. 이틀 뒤 1964년 10월 24일, 그는 스웨덴 아카데미에 보낸 공개 서한에서 그것에 관련하여 더 길게 설명했으며, 그 본문은 나중에 프랑스 일간지 <르 몽드>와 <르 피가로>에 각각 게재되었다. 이 사실은 세계에 엄청난 파장을 몰고왔다. 거절의 이유로 사르트르는 "어떤 인간도 살아있는 동안 신성시되길 원치 않는다"라고 말했다.
사르트르는 1945년 레종 도뇌르를, 또 콜레주 드 프랑스의 정교수직을 거절하기도 했다. 그에 따르면 이 영광들은 작가를 제도화 시키며 그의 자유를 잃게 만들었을 것이다. 이러한 행동은 널리 알려져있는데 왜냐하면 이런 거절이 정치 권력으로부터의 자유를 원한 지식인의 정신 상태를 잘 보여주기 때문이다.
1964년 사르트르는 아를레트 엘카임(Arlette Elkaïm)을 입양한다.

### 앙가주망 시기

#### 68년 5월
1960년에 변증법적 이성 비판 제 1부를 이미 출판했고 사후에 미완결로 나올 제 2부를 준비하던 사르트르는 1968년 5월 사태에 적극적으로 참여했다. 그는 1967년에 벌써 전쟁, 그 가운데 특히 미국의 베트남 전쟁을 비난하고 재판하던 증인과 운동가들, 그리고 세계 각국의 지식인의 법정을 자처한 러셀 법정(Russell-Tribunal)에 버트런드 러셀과 함께 의장으로서 나타났었다.
만약 그가 1968년 5월 사태의 원동력이 되지 않았더라면, 그는 거리에서, 강단에서, 신문에서, 파업 공장의 입구에서 저항의 반향이 되었을 것이다. “세계의 학생 운동과 함께 우리가 여기서 표명한 연대는 [...] 모든 정치 체제와 조직(몇 예외를 제외하고)의 기만에 대한 첫 응답이다. 모든 언론기관(거의 예외 없이)은 몇 달간 이 운동을 왜곡하고 그 의미를 변질시키고자, 혹은 조롱하기 위해 애쓰고 있다.”라며 1968년 5월 1일 <르 몽드>의 논단에서 사르트르는 언명했다.
학생들의 저항을 더 이해하기 위해, 그는 낭테르 지방 사람에게 그들과 대화하기를 요청했다. 총회는 두 명의 대표를 보내고자 투표를 하여 알랭 제스마르와 18살의 여고생으로 스페인 무정부주의자의 딸이자 손녀이자 훗날 다큐멘터리 작가가 되는 에르타 알바레즈를 보냈다. 시몬 드 보부아르네 집으로 가서 5월 12일 2시 경에 돌아온 그들은 사르트르의 겸양함을 기억하며, 그가 잘 이해했음을 확인한다.
1968년 5월의 프랑스 5월 혁명에서 사르트르는 청년들을 향해 정치에 적극 참여할 것을 권하였고, 그를 체포할 것을 권하는 참모들에게, 당시 드골 대통령이 "볼테르를 바스티유에 넣을 수는 없다"며 사르트르의 체포를 말렸다는 일화가 있다.
시인 김지하가 1974년 민청학련 사건으로 국가보안법 위반 및 내란선동죄 혐의로 체포되고 사형선고까지 받게 되었을 때, 김지하의 시 「오적(五賊)」의 번역본을 받아 읽어보고는 곧바로 석방 호소문에 서명을 해주었다고 한다(이듬해 2월에 김지하는 풀려났다).
이후 문학 저술을 계속해 1971년 플로베르 평전 <집안의 천치> 1,2권을 출판하였으나 1973년 갑작스러운 실명으로 문학 저술을 중단했다.

#### 죽음
요독증에 걸린 사르트르는 1980년 4월 15일 만 75세에 임박한 나이로 파리 브루세 병원에서 폐수종으로 사망했다.
전 세계는 사르트르의 사망 발표로 큰 충격에 빠졌다. 1980년 4월 19일에 기행된 그의 장례식에는 5만 명의 사람들이 마지막 경의를 표하기 위해 파리의 도로를 메우며 장례 행렬을 따라갔는데, 치안 당국 없이 진행된 엄청난 인파 가운데는 르 아브르나 파리에서 사르트르가 가르쳤던 옛 제자들, 1950년대의 공산당원과 <리베라시옹> 동지들, 알제리에서의 평화를 외친 사회 운동가들, 마지막으로 젊은 마오이스트들이 있었다.
그는 파리 14구 몽파르나스 묘지 20 구— 에드가키네 대로 주 입구 바로 우측에 안장되었다. 1986년 4월 14일에 죽은 시몬 보부아르는 그의 옆에 묻혔다. 묘비에는 "Jean-Paul Sartre, 1905-1980"이라는 간결한 비명이 쓰여있다.

## 사상
사르트르는 프랑스 실존주의의 아버지로 여겨지며 1945년 그의 강연 <실존주의는 휴머니즘이다>는 실존주의 철학 사상의 선언문으로 여겨진다. 사르트르의 주요 철학서로는 <존재와 무> (1943)와 <변증법적 이성 비판> (1960)이 있다.
사르트르는 하이데거와 후설의 영향 밑에서 그 자신의 현상학적 존재론을 전개하였다. 그는 데카르트적 자아를 넘어서 인간은 하나의 실존의 존재임을 밝히고 실존은 본질에 앞서며, 실존은 바로 주체성이라는 명제를 제시하였다. 또한 인간의 의식과 자유의 구조를 밝히고 실존의 결단과 행동과 책임과 연대성을 강조하였다.
| “ | 도구와 같은 존재에 있어서는 본질이 존재에 앞서지만, 개별적 단독자인 실존에 있어서는 존재가 본질에 앞선다. 인간은 우선 실존하고 그 후에 스스로 자유로운 선택과 결단의 행동을 통하여 자기 자신을 만들어 나간다. | ” |

그는 <실존주의는 휴머니즘이다>라는 조그만 책자에서 그의 실존주의 사상을 이렇게 설명하였다. 행동적 지식인인 사르트르는 세계 평화의 문제에 대해서도 깊은 관심을 가지고 여러 가지 발언과 평론을 하는 동시에, 소련의 공산주의에 대해서도 날카로운 비판을 가하였다. <유물론과 혁명> <변증법적 이성 비판>의 저술들은 이러한 계열에 속한다.

### 즉자존재와 대자존재
<존재와 무>에서 사르트르는 존재의 양상에 대해 자문한다. 그는 존재를 즉자존재être en-soi, 대자존재être pour-soi와 대타존재être pour autrui 3가지로 구분한다.
- 즉자존재être en-soi는 “이것이 이것인est ce qu’il est” 것이다. 예를 들자면, 부동의 객체는 자연의 절대적인 방식에 의하여, 미묘한 차이 없이 하나“이다est”.

## 성착취 논란
1993년 프랑스 작가 비앙카 램블린(본명 비앙카 비에넨펠트)은 그녀의 책  Mémoires d'une jeune fille dérangée(정신 나간 어린 소녀의 회고록, 영어로는 A Disgraceful Affair 라는 제목으로 출판됨)에서 사르트르와 보부아르에게 성착취를 당했다고 썼다. 램블린은 리세 몰리에르에 재학 중일 때 교사 보부아르에게 성적 착취를 당했으며, 1년 후 보부아르가 그녀를 사르트르에게 소개했다고 주장한다. 비앙카는 1990년 사후 출판된 장폴 사르트르의 Lettres au Castor et à quelques autres: 1926–1963 (카스토르와 다른 친구들에게 보내는 편지: 1926–1963)에 대한 응답으로 회고록을 썼는데, 이 책에서 그녀는 루이스 베드린이라는 가명으로 언급되었다고 한다. 특히 보부아르는 그녀가 여학생을 유혹한 다음 사르트르에게 넘기는 패턴을 자주 따랐다.

## 작품 목록

### 장편 및 단편 소설
- 《구토》 La Nausée (1938)
- 《벽》 Le Mur (1939)
- 《자유의 길》 Les Chemins de la liberté (1945)
  - 《철들 나이》 L'Âge de raison
  - 《유예》 Le Sursis
  - 《영혼 속의 죽음》 La Mort dans l'âme

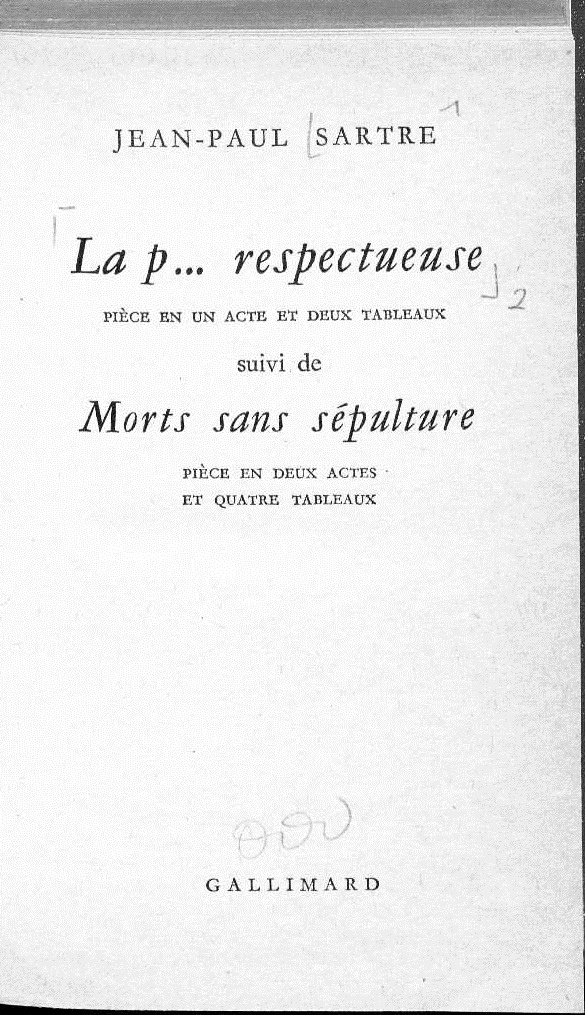

### 희곡
1943년에 발표한 희곡 <파리떼>는 독일군 점령하에 파리에서 뒤랭에 의해 상연되었다. 그 후 <닫힌 방>이 성공을 거둔 이후 <무덤 없는 주검> <공손한 창녀> <더러운 손>과 <악마와 선한 신> <네크라소프> <알토나의 유폐자>등의 문제작을 발표하고 뒤마의 <킨>, 에우리피데스의 <트로이의 여인들>을 각색한 작품을 남겼다. 사상적인 뒷받침과, 고전적인 극작법의 기술과, 철학자로는 보기드문 무대적인 감각과, 시사적인 소재 등을 고루 갖추어 세계적인 성공을 얻었다.
- 《바리오나 또는 천둥의 아들》 Bariona, ou le Fils du tonnerre (1940)
- 《파리떼》 Les Mouches (1943)
- 《닫힌 방》 Huis clos (1944)
- 《존경할 만한 창녀》 La Putain respectueuse (1946)
- 《무덤 없는 주검》 Morts sans sépulture (1946)
- 《더러운 손》 Les Mains sales (1948)
- 《악마와 선한 신》 Le Diable et le Bon Dieu (1951)
- 《킨》 Kean (1954)
- 《네크라소프》 Nekrassov (1955)
- 《알토나의 유폐자들》 Les Séquestrés d'Altona (1959)
- 《트로이 여인들》 Les Troyennes (에우리피데스의 원작 각색, 1965)
- 《톱니바퀴》 L'Engrenage (1969, 창작. 1946년 집필, 1948년 수정).

### 자서전, 회상록, 대화록, 서한
- 《말》 Les Mots (1964)
- 《가짜 전쟁기 수첩》 Carnets de la drôle de guerre - Septembre 1939-mars 1940 (1983-1995)
- 《카스토르에게 보낸 서한 및 기타 서한. 1, 2부》 Lettres au Castor et à quelques autres, tome I et II (1983)
- 《지금의 희망. 1980년 대화록》 L'Espoir maintenant, les entretiens de 1980 (베니 레비와 함께) (1980)
- 《알브마를 여왕 혹은 마지막 여행자》 La Reine Albemarle, ou le Dernier Touriste (1991)

### 수필
- 《상황 1》 Situations I (1947)
- 《상황 2》 Situations II (1948)
- 《상황 3》 Situations III (1949)
- 《상황 4》 Situations IV (1964)
- 《상황 5》 Situations V (1964)
- 《상황 6》 Situations VI (1964)
- 《상황 7》 Situations VII (1965)
- 《상황 8》 Situations VIII (1972)
- 《상황 9》 Situations IX (1972)
- 《상황 10》 Situations X (1976)

### 정치 수필
- 《유대인 문제에 관한 고찰》 Réflexions sur la question juive (1946)
- 《정치에 관한 대화》 Entretiens sur la politique 다비드 루세와 함께 (1949)
- 《앙리 마르틴 사건》 L'Affaire Henri Martin : Commentaire de Jean-Paul Sartre (공저), 파리, 갈리마르, "nrf/ 오르 세리 코네상스" 총서, 1953년 10월 29일, 296쪽. ISBN:2-07-024836-4. 에르베 바쟁, 마르크 베그베더, 장 마리 도메나흐, 프랑시스 장송, 미셸 레리, 자크 마돌, 마르셀 메르, 장 팽르베, 로제 팽토, 자크 프레베르, 롤랑 드 퓌리, J. H. 루아, 베르코르, 루이 드 빌포스와 함께.
- 《지식인을 위한 변명》 Plaidoyer pour les intellectuels (1972)
- 《반항은 정당하다》 On a raison de se révolter 피에르 빅토르, 필리프 가비와 함께 (1974)

### 문예 비평
- 《침묵의 공화국》 La République du Silence (1944)
- 《보들레르》 Baudelaire (1947)
- 《문학이란 무엇인가》 Qu'est-ce que la littérature ? (1948)
- 《성자 주네, 베우와 순교자》 Saint Genet, comédien et martyr (1952)
- 《집안의 천치》 L'Idiot de la famille (1971-1972) 플로베르에 관하여
- 《상황극》 Un théâtre de situations (1973)
- 《문예 비평》 Critiques littéraires

### 사후 출판 문예 비평서
- 《말라르메》Mallarmé, la lucidité et sa face d'ombre (1986)

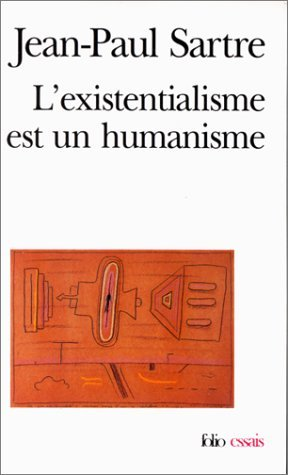

### 철학서
- 《상상력》 L'Imagination (1936)
- 《자아의 초월성》 La Transcendance de l'Ego (1936)
- 《감정 이론 개요》 Esquisse d'une théorie des émotions (1938)
- 《상상계》 L'Imaginaire (1940)
- 《존재와 무》 L'Être et le Néant "현상학적 존재론에 관한 에세" (1943)
- 《실존주의는 휴머니즘이다》 L'existentialisme est un humanisme (1945)
- 《실존주의와 인간 감정》 Existentialisme et émotions humaines (1957)
- 《방법의 문제》Questions de méthode (1957)
- 《변증법적 이성 비판 1 : 실천적 총체들의 이론》 Critique de la raison dialectique I : Théorie des ensembles pratiques (1960)

### 사후 출판 철학서
- 《도덕에 관한 노트》 Cahiers pour une morale (1983)
- 《변증법적 이성 비판 2 : 역사의 가지성》 Critique de la raison dialectique II : L'intelligibilité de l'histoire (1985)
- 《진리와 존재》 Vérité et Existence (1989)

### 대본
- Les jeux sont faits (1947)
- L'Engrenage (1948)
- Le Scénario Freud (1984)
- Typhus (1943) (écrit durant l'occupation et édité en 2007 par Gallimard)
- Les Sorcières de Salem (1957) (d'après la pièce éponyme d'Arthur Miller)

### 영화화
- 1947 : Les jeux sont faits de Jean Delannoy
- 1952 : La P..... respectueuse de Charles Brabant et Marcello Pagliero
- 1953 : Les Orgueilleux d'Yves Allégret

D'après son scénario Typhus, qui fut grandement remanié, Sartre refusa d'être crédité au générique.
- 1954 : Huis Clos de Jacqueline Audry
- 1962 : Freud, passions secrètes (Freud, the Secret Passion) de John Huston

Sartre écrivit en 1958 un long scénario, publié en 1984 chez Gallimard, Huston en fut insatisfait et demanda un remaniement auprès de scénaristes professionnels. Sartre ne s'y reconnaît plus et refusa d'être crédité · 
- 1962 : Les Séquestrés d'Altona (I Sequestrati di Altona) de Vittorio De Sica
- 1994 : Intimité de Dominik Moll

### 가요
- Dans la rue des Blancs-Manteaux avec la musique de Joseph Kosma dont l'interprétation la plus célèbre est celle de Juliette Gréco

## 같이 보기
- 실존은 본질에 앞선다
- 실존주의
- 시몬 드 보부아르
- 쇠렌 키르케고르
- 장 솔 파르트르

### 내용
1. ↑  사학자 제라르 누아리엘은 "사르트르는 철학자이자 작가로서 (두 분야 모두에 있어서), 또한 프랑스 정치사에 있어서 인정받은 프랑스의 유일한 지식인이다."라고 강조한 바 있다.[2]
2. ↑  우리는 독일 점령기 시절보다 더 자유로웠던 적이 없었다.[3]
3. ↑  <121명의 성명>이 발행되어 장관들이 그 선언의 발행을 금지하길 원했을 때, 드골 장군은 "볼테르를 감옥에 넣지 않는다"며 진술했을 것이다.[4]

### 참고 문헌
- 이 문서에는 다음커뮤니케이션(현 카카오)에서 GFDL 또는 CC-SA 라이선스로 배포한 글로벌 세계대백과사전의 내용을 기초로 작성된 글이 포함되어 있습니다.